# Kanton 10
Kanton 10 (hrvaško Hercegbosanska županija, drugi nazivi so Livanjski kanton, Zahodnobosanski kanton in Severna Hercegovina) je eden od desetih kantonov Federacije Bosne in Hercegovine v Bosni in Hercegovini.
S 4934,9 km² površine je Kanton 10 največji od desetih bosanskih kantonov, vendar tudi najredkeje poseljen, saj je v njem po popisu leta 2013 živelo 84 127 ljudi, kar predstavlja le 17,05 prebivalca na kvadratni kilometer. Kanton sestavljajo mesto Livno ter občine Bosansko Grahovo, Drvar, Glamoč, Kupres in Tomislavgrad. Večinsko prebivalstvo predstavljajo Hrvati.
Grb in zastavo kantona, ki sta identična simbolom medvojne Hrvaške republike Herceg-Bosne, je ustavno sodišče Federacije proglasilo za neustavna, ker predstavljata samo en konstitutivni narod. Za neustavno na federalni ravni velja tudi ime Hercegbosanska županija/Hercegbosanski kanton, ki ga kantonalne oblasti uporabljajo v uradnih dokumentih.